# Сед (фестивал)
Фестивалът Сед (още наричан Хеб Сед или „пира на опашката“) е древноегипетска церемония, която се провежда за да се чества трайното царуване на фараона. Името на фестивала произлиза от египетския бог-вълк, сред чиито имена са Уепаует или Сед.
Думата опашка идва от традицията животинска опашка да се прикача отзад на дрехата на фараона в ранната древноегипетска история. По всяка вероятност този фестивал замества древна традиция и ритуал по убиване на фараон, който не може да управлява повече, поради възраст или болест.
Този фестивал се провежда за първи път на 30-ата година от царуването на фараона и като правило се повтаря след това на всеки три години. Единствено царица Хатшепсут престъпва това правило и отпразнува своя Хеб Сед на 16-ата година от царуването си. Фестивалът е древен и се празнува още по времето на Ден и Джосер.